# Nephrotoma australasiae
Nephrotoma australasiae is een tweevleugelige uit de familie langpootmuggen (Tipulidae). De soort komt voor in het Australaziatisch gebied.